# Roberto Cortés
Roberto Gonzalez Cortés (ur. 2 lutego 1905, zm. 30 sierpnia 1975) – chilijski piłkarz grający na pozycji bramkarza.
Podczas kariery zawodniczej reprezentował barwy CSD Colo-Colo. Był w składzie reprezentacji Chile na mistrzostwa świata 1930, a także rezerwowym graczem na igrzyskach olimpijskich w 1928 w Amsterdamie.